# Tricalysia potamogala
Tricalysia potamogala är en måreväxtart som beskrevs av Nicolas Hallé. Tricalysia potamogala ingår i släktet Tricalysia och familjen måreväxter.
Artens utbredningsområde är Gabon. Inga underarter finns listade i Catalogue of Life.